# Venaco
Venaco (korsisch Venacu oder U Serraghju) ist eine Gemeinde im französischen Département Haute-Corse auf der Mittelmeerinsel Korsika. Sie gehört zum Kantons Corte im Arrondissement Corte. Die Bewohner nennen sich Vénacais.

## Geografie
Venaco liegt etwa acht Kilometer südlich von Corte an einer Flanke des weitgehend aus Granit bestehenden, 2453 m hohen Bergmassivs Monte Cardo. Das Siedlungsgebiet besteht aus den Dörfern Seraggio und Lugo, die auf korsisch U Serraghju und U Lucu di Vènacu heißen. Die Nachbargemeinden sind Casanova, Santo-Pietro-di-Venaco und Riventosa im Norden, Erbajolo und Altiani im Nordosten, Noceta im Osten und Südosten, Muracciole im Südosten, Vivario im Süden und Südwesten, Guagno im Westen und Corte im Nordwesten.

## Bevölkerungsentwicklung
| Jahr      | 1962 | 1968 | 1975 | 1982 | 1990 | 1999 | 2006 | 2012 |
| --------- | ---- | ---- | ---- | ---- | ---- | ---- | ---- | ---- |
| Einwohner | 851  | 886  | 715  | 747  | 614  | 657  | 730  | 763  |

## Persönlichkeiten
- Paul Joseph Marie Giacobbi (1896–1951), Politiker

## Verkehr

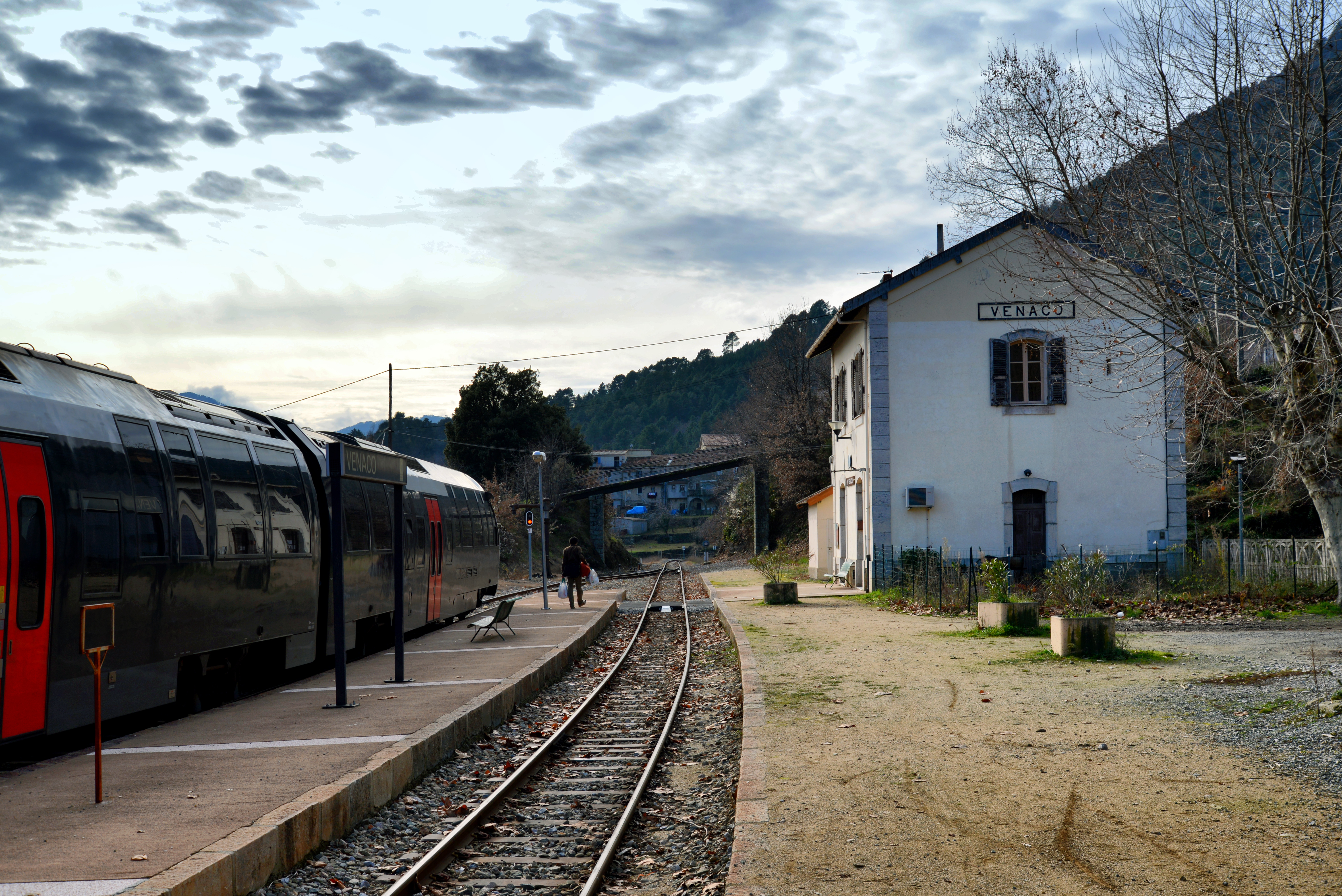
Bahnhof Venaco

Der Bahnhof Venaco liegt an der Bahnstrecke Bastia–Ajaccio. Nach dort bestehen durchgehende Zugverbindungen.